# Que la lumière soit (nouvelle)
Pour les articles homonymes, voir Que la lumière soit (homonymie).
Que la lumière soit (titre original : Let There Be Light) est une nouvelle de Robert Heinlein publiée pour la première fois dans Super Science Stories en mai 1940, sous le pseudonyme de Lyle Monroe.
Dans le cycle de l’Histoire du futur, dont elle est la deuxième nouvelle, elle succède chronologiquement à la nouvelle Ligne de vie, et précède Les routes doivent rouler.

## Résumé
Début des années 1950 aux États-Unis.
Archibald Douglas (dit « Archie ») est un jeune scientifique qui doit rencontrer M.-L. Martin, un brillant scientifique qu'il ne connaît pas. Dans l’attente de l'arrivée de son confrère, il va déjeuner dans une cafétéria. Il y rencontre une jeune et belle femme qu'il courtise, mais sans succès. Retournant à son laboratoire, il attend l'arrivée de son collègue. M.-L. Martin se présente : il s'agit de Mary-Lou Martin, la femme qu’il a courtisée à la cafétéria.
Les deux jeunes gens s'associent pour une recherche qui recèle un grand potentiel : convertir la lumière et l'énergie du soleil, au choix, en énergie blanche (cf. énergie des lucioles), en lumière photonique transportable, en énergie calorifique, en électricité.
Après plusieurs mois de travail intensif, ils parviennent à leur but. Des panneaux solaires judicieusement utilisés seraient suffisants à alimenter le pays en énergie.
Mais c'est alors que commencent d'autres difficultés : ils sont en proie aux intimidations de la « Société des Casseurs Anonymes », conglomérat d'industriels qui ont tout à perdre à ce qu'une source illimitée d'énergie soit produite.
- Dénouement et révélations finales

Archibald et Mary-Lou décident de divulguer dans les grands médias du monde entier la teneur et les modalités de leur découverte. Ils ne deviendront pas milliardaires, mais auront eu la satisfaction d'avoir effectué la plus grande découverte scientifique depuis l'invention de la dynamo, plusieurs siècles auparavant.
La nouvelle se termine par Archie qui emmène Mary Lou dans un lieu situé non loin de là, pour l’épouser. La jeune femme ne résiste pas.

## Autour de la nouvelle
Les conséquences de la création du moteur Douglas-Martin sera au cœur de la nouvelle Les routes doivent rouler.
La nouvelle aborde le problème de l'énergie solaire, rendue par les moteurs Douglas-Martin qui seront un élément essentiel de l’Histoire du futur, même si la nouvelle disparaîtra de ce cycle pour l'édition de 1967, peut-être à cause de l'invention du laser intervenue entre-temps, et dont elle pressent plusieurs éléments. Elle met également en scène la lutte entre des inventeurs et les forces réactionnaires des grandes entreprises, la Société des Casseurs Anonymes, un thème récurrent chez Heinlein.
Le personnage de Mary-Lou Martin, à la fois pin-up sexy explicitement inspiré de Sally Rand (ou de Marilyn Monroe dans des versions ultérieures) et « poids lourd scientifique doté de plus de diplômes qu'il n'en faut pour six hommes » a provoqué le rejet de la nouvelle par Astounding Science Fiction et, paradoxalement, par certains critiques féministes.

## Éditions en français
- dans Histoire du futur (Tome 1), Opta, CLA, 1967.
- dans Histoire du futur (Tome 1), L'homme qui vendit la lune, Presses-Pocket/Pocket n° 5043, 1979 (rééd. 1991).
- Histoire du futur, intégrale des textes, Mnémos, octobre 2020, 824 p., sous la direction d'Ugo Bellagamba, pages 32 à 47  (ISBN 978-2-35408-531-5).